# Момордика кохинхинская
Момо́рдика кохинхи́нская (лат. Momordica cochinchinensis), также гак (вьет. gấc) — однолетнее травянистое вьющееся растение, вид рода Момордика (Momordica) семейства Тыквенные. Плоды используются в традиционной медицине Вьетнама.

## Распространение
Растёт во Вьетнаме, Китае, Индии, Таиланде, Лаосе, Камбодже, на Филиппинах, в Малайзии и Бангладеш, культивируется в Китае, Вьетнаме и других странах Юго-Восточной Азии. В Европе его содержат в ботанических садах и оранжереях.

## Биологические описание
Это вьющееся однолетнее травянистое растение.
Листья трёхраздельные.
Цветки простые, жёлтые, разные по форме.
Плоды имеют форму эллипса, почти круглые, 10-12 см в диаметре, имеют небольшие выросты в виде сосо́чков. Семена крупные с неприятным запахом, имеют форму панциря черепахи, плоские, округлые, с лопастными краями.

## Химический состав
Семена содержат жирное масло, богатое каротином, ликопином; горький гликозид момордицин; сапотоксин с высоким пенным и гемолитическим индексами. Корни растения содержат тритерпеновые сапонины, производные олеаноловой кислоты, применяемые при лечении ревматизма.

## Практическое использование
Из красной оболочки вокруг семени получают очень полезное масло. В 1 мл масла гака содержится 30 мг каротина. Это количество соответствует 50 000 международных единиц витамина A.
Момордика кохинхинская широко применяется в восточной медицине. Масло гака обладает действием, аналогичным действию лекарств, содержащих витамин A. Маслом обрабатывают раны, ожоги и язвы. Потребление масла повышает иммунитет организма, также используется для лечения отстающих в развитии детей, его назначают людям с ослабленным зрением, оно также действует успокаивающе. Семена обладают противолихорадочным, антисептическим, противовоспалительным и противоотёчным действием. Они используются при язвенной болезни, как мочегонное, противовоспалительное средства. В лекарственных целях используют также все остальные части растения. Листья гака помогают лечению кожных нарывов, используются при укусах змей и насекомых. Корень момордики принимают в качестве отхаркивающего средства при бронхите.
Гак добавляют в рис для приготовления вегетарианской разновидности вьетнамского новогоднего пирога баньтьынг.

### Полезные свойства масла из плодов гака

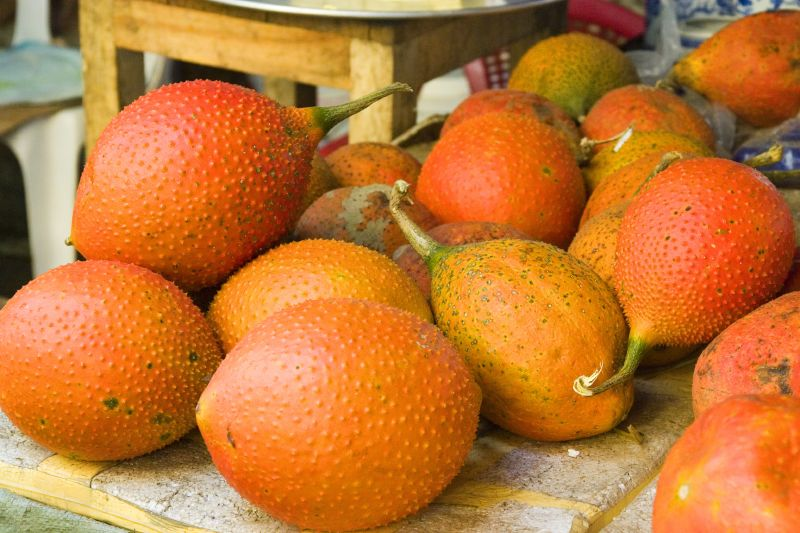
Плоды гака

- В масле гака содержится много бета-каротина: в 2 раза больше, чем в масле печени скумбрии, в 15 раз больше, чем в моркови, из него в организме вырабатывается витамин A[5].
- Масло из плодов гака содержит также ликопин. Это полезный каротиноид, способный предотвратить инфаркт[7][неавторитетный источник].
- В масле гака содержится (в виде α-токоферола)[источник не указан 4382 дня] витамин E, поэтому оно используется для изготовления косметики.
- В масле гака содержатся незаменимые жирные кислоты — полезные питательные вещества, схожие с витаминами и микроэлементами[7].